# Subida al Naranco
De Subida al Naranco (Beklimming van de Naranco) was een eendaagse wielerwedstrijd die sinds 1941 jaarlijks werd verreden in Spanje. De wedstrijd was onderdeel van de UCI Europe Tour en had een 1.1-status.
Van 2011-2013 werd het parcours opgenomen als slotetappe van de Ronde van Asturië en verloor de wedstrijd zijn zelfstandige status.

## Lijst van winnaars

### Meervoudige winnaars
| Overwinningen | Renner            | Jaren            |
| ------------- | ----------------- | ---------------- |
| 3             | Fermín Trueba     | 1942, 1945, 1946 |
| 2             | Antonio Karmany   | 1960, 1963       |
| 2             | Marino Lejarreta  | 1981, 1986       |
| 2             | Vicente Belda     | 1983, 1984       |
| 2             | Peter Hilse       | 1987, 1989       |
| 2             | José Luis Rubiera | 1998, 2000       |

### Overwinningen per land
| Overwinningen | Land                                         |
| ------------- | -------------------------------------------- |
| 35            | Spanje                                       |
| 3             | Italië                                       |
| 2             | Duitsland                                    |
| 1             | Colombia, Denemarken, Frankrijk, Zwitserland |